# Los Postes Negros
Los Postes Negros es un sector de la ciudad de Cabimas estado Zulia (Venezuela), pertenece a la parroquia Jorge Hernández.

## Ubicación
Se encuentra entre los sectores Santa Clara al norte (carretera L), Monte Claro y el Lucero al este (calle Oriental), Jorge Hernández al sur (carretera M o Panamá) y Corito y R10 al oeste (calle Los Postes Negros).

## Zona Residencial
Los Postes Negros recibe su nombre de los antiguos postes de tendido eléctrico fabricados de madera y preparados con gasoil (envenenados) para su mayor protección y durabilidad en el tiempo. Hoy día algunos de ellos siguen en pie, (aunque la gran mayoría fueron sustituidos por postes de metales) y aun siguen dando electricidad al sector petrolero, específicamente a instalaciones ubicadas en el lago de Maracaibo. Es un sector pequeño de una cuadra de ancho, entre la calle Los Postes Negros y la calle Oriental.

## Transporte
La línea Corito y la línea el Lucero transitaban por el sector. Hace años que la línea corito abandono al sector Postes Negros, y la línea el lucero actualmente utiliza la calle cuando hay problemas de obstrucción de la calle oriental. Hoy en día no existe una ruta de transporte público que transite en dicha zona.
Referencias
- Carlos Medina. Magda de Camargo. 1995. Aproximación a la Historia de Cabimas. Dirección de Cultura de la Universidad del Zulia.
- Humberto Ochoa Urdaneta. Memoria Geográfica de la Costa Oriental del Lago de Maracaibo.
- Emilio Strauss, William Fuenmayor, José Romero. Atlas del Estado Zulia.

- Datos: Q5980227